# Ethan Quinn
Ethan Quinn (Fresno, 12 de marzo de 2004) es un tenista profesional estadounidense. Ostenta el puesto número 95 en el ranking ATP individual, el más alto de su carrera, alcanzado el 16 de junio de 2025, y el número 325 en dobles, alcanzado el 17 de marzo de 2025.

## Carrera profesional
Quinn asistió a la escuela secundaria San Joaquin Memorial en Fresno, California. Fue uno de los primeros en inscribirse en la Universidad de Georgia en enero de 2022. Fue clasificado como el recluta de tenis nacional número uno en 2022.

### 2022: Debut en dobles de Grand Slam
En agosto de 2022, Quinn ganó el título de dobles del Campeonato Nacional USTA Boys’ 18s junto a su compañero Nicholas Godsick, lo que les otorgó una invitación para disputar el cuadro principal del Abierto de Estados Unidos 2022 en la categoría de dobles. En la final del torneo nacional, derrotaron a los primeros cabezas de serie, Sebastian Gorzny y Alex Michelsen, con un marcador de 6-4, 6-0. Ambos rivales venían de coronarse campeones de dobles en Wimbledon júnior 2022.
En el mismo evento, Quinn también llegó a la final en la competencia individual, aunque fue derrotado por Learner Tien en cuatro sets. No obstante, gracias a su actuación, recibió una invitación para disputar la fase clasificatoria del cuadro individual del Abierto de Estados Unidos 2022. En la primera ronda de clasificación, logró una victoria destacada al superar al experimentado Ernesto Escobedo, entonces mejor clasificado que él, con parciales de 5-7, 6-4, 6-4. Perdiendo en la siguiente ronda frente al argentino Federico Delbonis en con marcador de 7-5, 2-6, 1-6.
Luego disputó su primer torneo en el ATP Challenger Tour, donde derrotó en su debut a Sebastian Fanselow, con parcial de 4-6, 6-3, 6-3. Perdió en su segundo partido frente al australiano Jordan Thompson en tres sets (2-6, 6-2, 3-6).

### 2023: Transición al profesionalismo y primeras apariciones ATP
En mayo de 2023, tras consagrarse campeón del Campeonato Individual de la NCAA, Ethan Quinn anunció su decisión de pasar al profesionalismo un mes después. En Julio, participó en el Challenger de Chicago 2024, donde logró dos victorias frente a Ernesto Escobedo y Tristan Schoolkate ambos en tres sets, antes de perder en cuartos de final contra el cuarto cabeza de serie Shang Juncheng.
Logró su primera victoria a nivel ATP 250 tras recibir una tarjeta de invitación (Wild Card) en el Torneo de Newport 2024 frente al indio Sasikumar Mukund por 6-3, 6-1, pasando a la siguiente ronda donde perdió ante su compatriota y primer sembrado Tommy Paul por parcial de 6-4, 6-2.

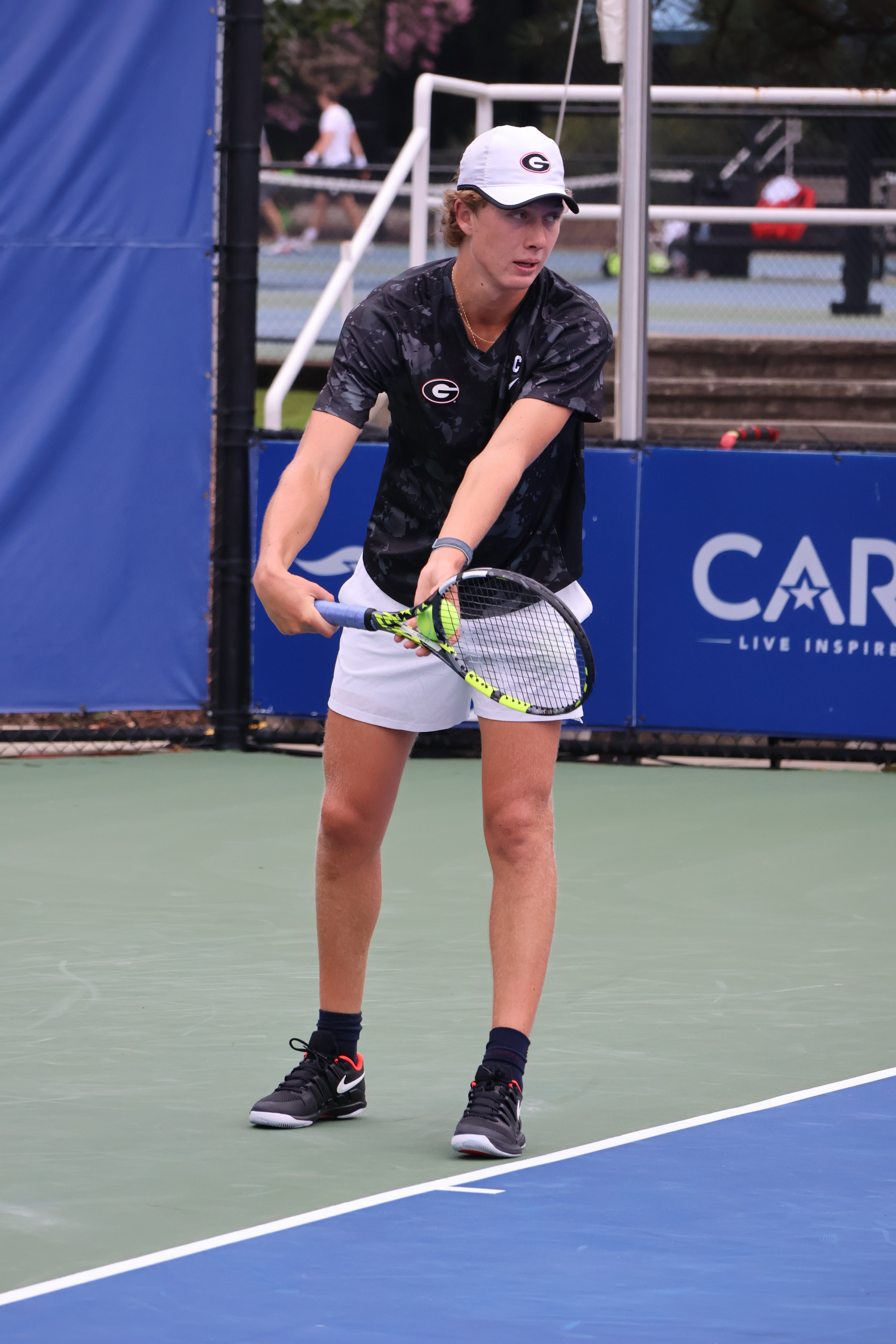
Ethan Quinn durante el Challenger de Cary.

En el Abierto de Estados Unidos 2023, recibió invitaciones para participar en las tres categorías en las que era elegible: individuales, dobles masculinos y dobles mixtos. Aunque fue eliminado en la primera ronda tanto en singles por Bernabé Zapata Miralles en set corridos (4-6, 4-6, 3-6) como en dobles masculinos, avanzó a la segunda ronda en dobles mixtos junto a su compañera Ashlyn Krueger, obteniendo así su primera victoria en un evento principal de Grand Slam.
En noviembre, llegó a semifinales de un torneo Challenger en el Challenger de Champaign 2024 tras derrotar a Nino Serdarušić en los cuartos de final por 6-3, 6-3. Cayendo en las semifinales ante Patrick Kypson por marcador de 6-4, 6-2.

### 2024: Primer título challenger, y cuadro principal de un Masters 1000
En enero de 2024, Quinn alcanzó la final del Challenger de Cleveland, donde fue subcampeón tras perder en la final contra Patrick Kypson por 4‑6, 6‑3, 6‑2, consolidando su despegue en el circuito Challenger. Más tarde, en marzo, logró clasificarse por primera vez para el cuadro principal de un Masters 1000, el Masters de Indian Wells 2024, al imponerse en la fase previa a Andrea Vavassori por 4‑6, 6‑1, 6‑2, lo que le permitió subir 35 puestos ranking para colocarse como número 249 del mundo, el mejor de su carrera. En el cuadro principal, enfrentó a nuevamente a Patrick Kypson, que le endosaría su cuarta derrota consecutiva.
En abril, formó pareja con Tennys Sandgren en el Challenger de Sarasota, alcanzando la final de dobles, donde fueron superados por Tristan Boyer y Oliver Crawford por 6‑4, 6‑2. En septiembre, se alzó con otra final de dobles en el Challenger de Columbus, haciendo dupla con Christian Harrison; cayendo en la final ante Hans Hach Verdugo y James Trotter por 6‑4, 6‑7(6‑8), [11‑9].
Finalmente, en noviembre de 2024, Quinn conquistó su primer título ATP Challenger en singles en el Challenger de Champaign, derrotando en la final a Nishesh Basavareddy por 6‑3, 6‑1, marcando un importante avance en su carrera, tras obtener el título sin haber perdido ningún set.

### 2025: Tercera ronda en Roland Garros y primera victoria Masters 1000
En enero de 2025,Quinn alcanzó la final del Canberra Tennis International, torneo perteneciente al circuito ATP Challenger, al que accedió desde la fase de clasificación, perdiendo en la final ante João Fonseca en sets corridos por marcador de 6-4, 6-4. Gracias a este resultado, ingresó por primera vez en el top 160 del ranking ATP, ubicándose en el puesto n.º 159 el 27 de enero de 2025. 
En febrero de 2025, Quinn obtuvo una wild card para disputar el Torneo de Dallas, en su debut, superó James Duckworth por 7‑5, 7‑6 en la ronda de clasificación, y en la primera ronda del cuadro principal venció al también estadounidense Trevor Svajda por 6‑4, 6‑2, logrando así su primer triunfo en un torneo de categoría ATP 500 . En segunda ronda, enfrentó al tercer cabeza de serie Tommy Paul; Quinn incluso ganó el segundo set, pero fue eliminado en tres sets con un marcador de 6‑4, 5‑7, 6‑4.
En febrero de 2025, Ethan Quinn recibió la octava posición como cabeza de serie en la primera edición del Challenger de San Diego 2025. En primera ronda, venció al clasificado Alfredo Pérez por 6‑4, 7‑6(3), logrando así una victoria sólida en el cuadro principal. Continuó su recorrido obteniendo victorias sobre Jenson Brooksby y Arthur Cazaux, llegando hasta las semifinales, donde fue eliminado por Eliot Spizzirri, eventual campeón del torneo, en tres sets (3‑6, 6‑4, 3‑6) .
En marzo, ya clasificado como n.º 137 del mundo, volvió a superar la fase previa de dos torneos Masters 1000: Indian Wells y Miami, logrando participar por segundo año consecutivo en ambos cuadros principales. En abril, continuó su racha clasificatoria al ingresar al Barcelona Open Banc Sabadell, donde tuvo una destacada actuación ante el máximo favorito y no.2 del mundo Carlos Alcaraz. Más adelante se clasificó también para el Mutua Madrid Open, donde consiguió una destacada victoria en primera ronda frente al serbio Dušan Lajović, también procedente de la qualy.
Su consagración llegó en Roland Garros 2025, donde, con ranking n.º 106, logró superar por primera vez la fase previa de un torneo de Grand Slam, tras derrotar en sets corridos a Mark Lajal (7-5, 7-5), a Bernard Tomic (6-3, 6-4) y a Thiago Agustín Tirante (6-3, 4-6, 7-6^5) para avanzar al cuadro principal, registrando así sus primeras victorias en el cuadro principal de un major, donde en primera ronda, venció a Grigor Dimitrov, quien se retiró por lesión, y en segunda ronda superó al lucky loser Alexander Shevchenko en un reñido partido a cinco sets, donde obtuvo 92 tiros ganadores, la mayor cantidad para un tenista estadounidenses en la tercera ronda de Roland Garros desde 1996. Cayó derrotado en la tercera ronda contra Tallon Griekspoor, en cinco sets. Gracias a esta actuación, Quinn ingresó por primera vez en su carrera al top 100 del ranking ATP el 9 de junio de 2025.

## Títulos ATP Challenger (1; 1+0)

### Individuales (1)
| N.° | Fecha                   | Torneo    | Superficie | Oponente en la final | Resultado |
| --- | ----------------------- | --------- | ---------- | -------------------- | --------- |
| 1.  | 17 de noviembre de 2024 | Champaign | Dura (i)   | Nishesh Basavareddy  | 6-3, 6-1  |

### Finales (2)
| N.° | Fecha                | Torneo    | Superficie | Oponente en la final | Resultado     |
| --- | -------------------- | --------- | ---------- | -------------------- | ------------- |
| 1.  | 4 de febrero de 2024 | Cleveland | Dura       | Patrick Kypson       | 6–4, 3–6, 2–6 |
| 2.  | 4 de enero de 2025   | Canberra  | Dura       | João Fonseca         | 4-6, 4-6      |